# Herbert Drews
Herbert Drews (* 16. Februar 1907; † 19. Januar 1949) war ein deutscher Motorradrennfahrer.
Herbert Drews war ab 1924 sowohl bei Bahn- als auch bei Straßenrennen aktiv. 1938 nahm er an der Motorrad-Europameisterschaft teil und belegte beim Großen Preis von Deutschland auf dem Sachsenring in Hohenstein-Ernstthal den sechsten Rang in der Viertelliterklasse.
Kurz vor seinem 25-jährigen Rennjubiläum verunglückte er am 9. Januar 1949 auf einer Dirt-Track-Bahn, der Hamburger Langenfort-Bahn schwer und erlag zehn Tage später, am 19. Januar, im Alter von 42 Jahren seinen Verletzungen. Sein Grabstein (mit Relief eines Rennmotorrads) ist im Eingangsbereich des Neuen Niendorfer Friedhofs erhalten.